# Gymnelus viridis
Gymnelus viridis és una espècie de peix de la família dels zoàrcids i de l'ordre dels perciformes.

## Morfologia
- Els mascles poden assolir 56 cm de longitud total.[4][5]

## Alimentació
Menja crustacis, cucs i cloïsses.

## Hàbitat
És un peix marí i demersal que viu entre 0-320 m de fondària.

## Distribució geogràfica
Es troba al Mar de Bering, Groenlàndia i l'Àrtida del Canadà.

## Observacions
És inofensiu per als humans.